# Алфа Ромео 155
Алфа Ромео 155 е представена през 1992 г. като наследник на вече доказалата се 75 като е използвана базовата платформа "Type Three” на концерна ФИАТ. 155 е малко по-голяма от предшественика си, но дизайна и стила всъщност е именно доразвитата 75-ца. Външния си вид модела дължи на дизайнерското студио I.DE.A Institute, като купето постига завидния за времето си драг-коефициент от 0.29.

## Дизайн
Една от най-забележителните промени след 75 е промяната към модел със задвижване на предните колела. Новата конфигурация дава доста предимства откъм цена и оборудване на модела, но повечето заклети Алфисти и автомобилната преса не харесват изоставянето на "по-истинското” задно предаване в автомобил от тази спортна марка – Алфа 155 не бива оценена като традиционно спортно купе.
Друг интересен вариант на модела е 155 Q4, която разполага с двулитров турбо-мотор и постоянно задвижване на четирите колела – и двете основни черти са заимствани от концепцията Integrale – всъщност модификацията Q4 е реално Ланча Интеграле, но с друго купе...
Новият модел на Алфа се появява с две разновидности – "Sport” и "Super”. Версията "Sport” е с по-ниско стоене и по-агресивно окачване, докато "Super” предоставя глезотии като дървен волан и електронно регулиране на фаровете, окачването и седалките.
Приемът на новия модел на компанията бил само привидно топъл. Алфа 75 била произведена преди придобиването на марката от ФИАТ, и като "последната истинска Алфа” хвърляла силна сянка над наследника си – основната причина за разочарованието била и изоставянето на задното предаване. Независимо от това, 155 навлиза в състезанията за туристически автомобили, където печели огромни успехи във всеки шампионат, което постепенно подобрява и утвърждава имиджа, който познаваме и днес.
Малко по-късно, през 1995 г., компанията пуска в производство една по-широка версия на модела (т. нар. "wide-body”), която освен по-широката стъпка на пътя и подобрено управление вследствие на опита от пистата, въвежда също и новите 16-клапанови мотори за версиите 1.8 и 2.0. Подобрени са също и част от материалите в купето и като цяло – качеството на изработка на автомобила. Версията Q4 се спира от производство, но на нейно място се предлага мотор V6.
Производството на Алфа 155 се прекратява през 1998 г., когато е заменена от следващия модел – 156, която представлява по-нататъшно развитие в смисъла на качество и завършеност, и в крайна сметка съвсем изоставя характерния ръбат дизайн.
155 остава върха на дизайнерската линия, датираща от 1977 г. и драматично квадратния дизайн на Guilietta Nuova.
Макар да има проект за такъв модел от 1994 г., Alfa 155 никога не се е произвеждала във вариант "комби”.

## Основни моменти в развитието на модела
- 1992 – стартира производството на модела 155;
- 1993 – променен е дизайна на предната маска – от равна към вдлъбната;
- 1994 – на Британския пазар се представя модела 155 Silverstone, на другите пазари се появяват Q4 и турбодизеловите агрегати;
- 1995 – появява се верисята "wide-body”, първоначално само с двигатели 2.0 16v, макар да се срещат рядко и варианти "wide-body” със старите верижни мотори;
- 1996 – пуснати са в продажба и вариантите "wide-body” с двигатели 1.6 16v и 1.8 16v;
- 1998 – прекратява се производството на модела 155.

## Варианти
Първоначално Алфа 155 е пусната на пазара с доказаните от Alfa 75 бензинови 8v-двигатели 1.7, 1.8 и 2.0 – последните два разполагащи с променлива фаза на клапаните. Версията 1.7 не се е предлагала за продажба във Великобритания.
Два 4-цилиндрови турбо-дизелови агрегата – 1.9 и 2.5 – се предлагали на някои пазари, но отново без Великобритания. На върха на серията са 2.5 литровия V6 двигател, представляващ преработена версия на 3-литровия V6 от по-голямата сестра 164, и версията Q4 с постоянно задвижване на четирите колела и турбо-мотор със 190к.с.
Q4 разполагала с три диференциала – нормален отпред, епицикличен по средата и самозаключващ се отзад. 2.5 V6 и Q4 разполагали с електронно регулиране на окачването с две основни настройки – спортно и автоматично.
Една от най-забележителните версии е „Silverstone“, която се предлагала във Великобритания (в Европа модела е продаван под името „Formula“) – тази версия е пусната като хомологизираща с цел допускане на 155 до участие в British Touring Car Championship, и се продава оригинално с аеродинамичен пакет, състоящ се от регулируем заден спойлер и изтеглящ се преден въздушен сплитер. „Silverstone“ е по-лека, но не по-мощна от стандартната версия 1.8, въпреки че модела за хомологация е с двулитров мотор.

## Фейслифт
От 1995 г. 155 претърпява леки промени във външния си вид, изразяващи се основно в по-широки предна и задна следа и леко увеличаване на арките на колелата, за да се реализират промените отдолу.
Променената кола също така вече разполага с по-бърза кормилна рейка с 2.2 оборота (първоначално само за двулитровите версии, но по-късно и за 1.8). Четирицилиндровите мотори запазват запалителната система „twinspark“, но получават 16-клапанови цилиндрови глави с ремъчно задвижване на валовете, заимствани от ФИАТ. Те заменят остарелите вече, но неразрушими чисто алфови 8-клапанови верижни мотори от по-старите модели.
2.5 V6 продължава напред с новото широко купе (но без промените в управлението), докато Q4 се спира от производство. На пазарите в Европа мотора 1.7 8v се заменя от 1.6 16v. За определени пазари се произвеждат модификации със стария верижен мотор и с новото купе.
Моделите с широкото купе също така биват ревизирани откъм интериор, за да останат конкурентни в авто-салоните.
„Широките“ 155-ци (серия 2) могат да се различат от предшествениците си по издутите предни и гладките задни калници (които заменят т.нар. „вежди“ при предните версии). Други разлики са кръглия или елипсовиден страничен мигач на предните калници, и свалянето на наименованието на модела под задните светлини (на по-ранните версии надписа е над стоповете).

## 155 TI.Z и GTAZ
Zagato изработват две специални версии на Алфа 155 през 1993 г. – TI.Z и GTAZ. И двата модела имат доста по-мускулест външен вид и по-голяма мощност от стандартните модели. TI.Z разполага със 170к.с. (130 kW) и TwinSpark мотор, а GTAZ изкарва от турбо-мотора на Q4 215 к.с. (158 kW). И двата модела са изработени в лимитирани серии, като повечето от колите са продадени в Япония.
|  | Тази страница частично или изцяло представлява превод на страницата Alfa Romeo 155 в Уикипедия на английски. Оригиналният текст, както и този превод, са защитени от Лиценза „Криейтив Комънс – Признание – Споделяне на споделеното“, а за съдържание, създадено преди юни 2009 година – от Лиценза за свободна документация на ГНУ. Прегледайте историята на редакциите на оригиналната страница, както и на преводната страница, за да видите списъка на съавторите. ВАЖНО: Този шаблон се отнася единствено до авторските права върху съдържанието на статията. Добавянето му не отменя изискването да се посочват конкретни източници на твърденията, които да бъдат благонадеждни. |